# To ostatnia niedziela
«To ostatnia niedziela» («Це остання неділя») — танго, написане в 1935 році Єжи Петерсбурським (музика) та Зеноном Фрідвальдом (текст), відомий польський шлягер передвоєнного часу. Найпопулярнішим виконавцем цього твору є Мечислав Фогг.
Наприкінці 1930-х років були записані три російські версії з текстами, ні яким чином не пов'язаними з польським оригіналом. Окрім відомої пісні «Утомлённое солнце» на слова Йосипа Альвека, існували ще «Песня о юге» у виконанні Клавдії Шульженко на слова Асти Галли та «Листья падают с клёна» у виконанні джаз-квартету Олександра Резанова на слова Андрія Волкова.

## Оригінальний польський текст
Teraz nie pora szukać wymówek,

Fakt, że skończyło się,

Dziś przyszedł inny, bogatszy

I lepszy ode mnie,

I wraz z tobą skradł szczęście me!

Jedną mam prośbę, może ostatnią

Pierwszą od wielu lat:

Daj mi tę jedną niedzielę, ostatnią niedzielę,

A potem niech wali się świat!

Refren:

To ostatnia niedziela,

Dzisiaj się rozstaniemy,

Dzisiaj się rozejdziemy

Na wieczny czas.

To ostatnia niedziela,

Więc nie żałuj jej dla mnie,

Spojrzyj czule dziś na mnie

Ostatni raz.

Będziesz jeszcze dość tych niedziel miała,

A co ze mną będzie, któż to wie?

To ostatnia niedziela,

Moje sny wymarzone,

Szczęście tak upragnione

Skończyło się!

Pytasz co zrobię i dokąd pójdę.

Dokąd mam iść? Ja wiem!

Dziś dla mnie jedno jest wyjście,

Ja nie znam innego,

Tym wyjściem jest… no, mniejsza z tę.

Jedno jest ważne, masz być szczęśliwa,

O mnie już nie troszcz się.

Lecz zanim wszystko się skończy,

Nim los nas rozłączy ,

Tę jedną niedzielę daj mnie.

Przyśpiew.

## Український текст
(переклав з польської Володимир Книр):
Нині вже пізно каятись, годі!

Нашим стосункам — край!

Прийшов багатший і кращий від мене добродій

і враз тебе, щастя моє, вкрав.

Маю прохання, може, останнє

й перше палке моє:

Дай мені цю ось неділю, останню неділю,

а далі хай буде, як є.

Приспів:

Це — остання неділя,

нині ми розстаємось,

нині ми розійдемось

на вічний час.

Це — остання неділя,

не шкодуй її мені,

подаруй її мені

останній раз.

Матимеш неділь тих ще багато.

а мені лиш ця лишилася.

Це — остання неділя.

Більш навряд мені дасться.

Таке бажане щастя

скінчилося.

Отже, питаєш, допоки все це?

Як бути нам затим?

Скажу, я вищого прагну усім своїм серцем.

Тим вищим є..., та менше з тим.

Найвищою є, так, твоя воля

й щастя на довгі дні.

А отже піду одразу, така моя доля...

Та дай цю неділю мені.

Приспів.